# Pedro Buaró
João Pedro Rodrigues Buaró (* 14. Juni 2001 in Câmara de Lobos) ist ein portugiesischer Leichtathlet, der sich auf den Stabhochsprung spezialisiert hat und aktuell Inhaber des Landesrekordes ist.

## Sportliche Laufbahn
Erste Erfahrungen bei internationalen Wettkämpfen sammelte Pedro Buaró beim Europäischen Olympischen Jugendfestival (EYOF) in Győr, bei dem er mit übersprungenen 1,80 m auf den 14. Platz im Hochsprung gelangte und im Stabhochsprung mit 4,10 m den zehnten Platz belegte. Zudem belegte er mit der portugiesischen 4-mal-100-Meter-Staffel in 43,85 s den sechsten Platz. Im Jahr darauf wurde er bei den U18-Europameisterschaften ebendort mit 4,85 m Zehnter im Stabhochsprung und gelangte anschließend bei den Olympischen Jugendspielen in Buenos Aires auf den sechsten Platz. 2019 schied er bei den U20-Europameisterschaften in Borås mit 5,00 m in der Qualifikationsrunde aus und 2022 belegte er bei den Ibero-Amerikanischen Meisterschaften in La Nucia mit 5,20 m den vierten Platz. Im Jahr darauf wurde er bei der 1. Liga der Team-Europameisterschaft im Rahmen der Europaspiele in Chorzów mit 5,65 m Erster im B-Finale. Anschließend erreichte er bei den U23-Europameisterschaften in Espoo das Finale und brachte dort keinen gültigen Versuch zustande. Im August schied er dann bei den Weltmeisterschaften in Budapest mit 5,25 m in der Qualifikationsrunde aus. 2024 verbesserte er den portugiesischen Landesrekord auf 5,82 m und im Juni verpasste er bei den Europameisterschaften in Rom mit 5,45 m den Finaleinzug. Anschließend schied er bei den Olympischen Sommerspielen in Paris mit 5,40 m in der Qualifikationsrunde aus.
In den Jahren 2020, 2023 und 2024 wurde Buaró portugiesischer Meister im Stabhochsprung im Freien sowie 2024 in der Halle.